# مستشعر تدفق حراري

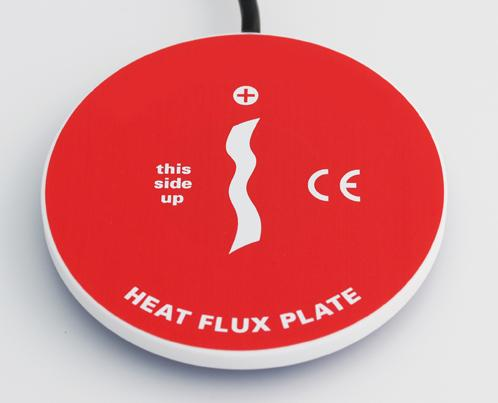
مثال عن حساس تدفق حراري

مستشعر التدفق الحراري أو حساس التدفق الحراري، محول إشارة يولد إشارة كهربائية تتناسب مع معدل الحرارة الكلي المطبق على سطح الحساس. يقسم معدل الحرارة المقاس على مساحة سطح الحساس لتحديد التدفق الحراري.
يمكن أن يأتي التدفق الحراري من مصادر متنوعة؛ الحرارة المنتقلة بالتوصيل هي الأساس، ويمكن قياس الحرارة الإشعاعية أو الحرارة المنتقلة بالحِمل كذلك. تُعرف حساسات التدفق الحراري بأسماء مختلفة، منها محولات إشارة التدفق الحراري، مقاييس التدفق الحراري، صفائح التدفق الحراري. بعض الأدوات تمثل فعليًّا حساسات تدفق حراري وحيدة الغرض، كمقياس الإشعاع السماوي (البيرانومتر) لقياس الإشعاع الشمسي. من حساسات التدفق الحراري الأخرى مقياس غاردون (يعرف أيضًا باسم مقياس الرقيقة المعدنية الدائرية)، ومنها العمود الحراري رقيق الغشاء، ومقاييس شميدت-بويلتر. يقاس المعدل الحراري في منظومة الواحدات الدولية بواحدة الواط، ويُحسب التدفق الحراري بوحدة الواط لكل متر مربع.

## الاستخدام
تُستخدم حساسات التدفق الحراري في العديد من التطبيقات. من التطبيقات الشائعة دراسات المقاومات الحرارية لأغلفة الأبنية، أو دراسات أثر النار واللهب، أو القياسات الخاصة بالطاقة الليزرية. تشمل التطبيقات الأكثر غرابة تقدير كمية الترسبات على أسطح مرجل بخاري، وقياس درجة الحرارة لمادة رقيقة معدنية متحركة، ...إلخ.
يتكون التدفق الحراري الكلي من الجزء التوصيلي والحملي والإشعاعي معًا. وفقًا للتطبيق، يمكن قياس كميات كل من هذه الأجزاء الثلاثة أو نستثني إحداها.
كمثال على قياس تدفق حراري توصيلي نأخذ صفيحة تدفق حراري مدمجة في جدار.
كمثال على قياس كثافة تدفق حراري إشعاعي نأخذ مقياس إشعاع سماوي يقيس الإشعاع الشمسي.
كمثال على حساس يستطيع التحسس لكل من التدفق الحراري الإشعاعي والحملي نأخذ مقياس غاردون أو مقياس شميدت-بويلتر، المستخدمين في دراسات النار واللهب. يجب على مقياس غاردون أن يقيس الحمل الحراري بشكل عمودي على سطح الحساس ليكون دقيقًا وذلك بسبب بنيته المكونة من رقيقة معدنية دائرية، في حين يستطيع الشكل الهندسي (سلك ملفوف) لمقياس شميدت-بويلتر أن يقيس كلًا من التدفقات العمودية والموازية. في هذه الحالة يثبت الحساس على جسم مبرد بالماء. يمكن أن تستخدم هذه الحساسات في فحص مقاومة الاحتراق لجعل النار التي تتعرض لها العينات على المستوى الصحيح من الشدة.
هناك أمثلة عديدة على حساسات تستخدم داخليًّا حساسات للتدفق الحراري كمقاييس الطاقة الليزرية، ومقاييس الإشعاع السماوي، وغيرها.
سنناقش ثلاثة مجالات كبيرة من التطبيقات فيما يلي.

### التطبيقات في علم الأرصاد الجوية والزراعة
التدفق الحراري للتربة هو أهم مؤشر (بارامتر) في الدراسات الزراعية-الجوية؛ بما أنه يسمح بدراسة كمية الطاقة المخزنة في التربة كتابع للزمن.

عادةً يُدفن حساسان أو ثلاثة في الأرض حول محطة أرصاد جوية على عمق يقارب 4 سم تحت سطح الأرض. المشاكل المؤثرة في التربة ثلاث:
الأولى حقيقة أن الخصائص الحرارية للتربة تتغير باستمرار عن طريق امتصاص الماء وتبخره المتتابعين.
الثانية، تدفق الماء عبر التربة يمثل أيضًا تدفق طاقة، ترافقه صدمة حرارية عادةً ما يساء تفسيرها في الحساسات التقليدية.

المشكلة الثالثة في التربة أن جودة التلامس بين الحساس والتربة غير معروفة وذلك بسبب عملية الترطيب والتجفيف المستمرة وبسبب الحيوانات التي تعيش في التربة.
نتيجة كل ما سبق، فإن جودة المعطيات عند قياس التدفق الحراري في التربة ليست تحت السيطرة؛ يعتبر قياس التدفق الحراري في التربة أمرًا فائق الصعوبة.

### التطبيقات في فيزياء البناء
في عالم يزداد باستمرار اهتمامه بتوفير الطاقة، أصبحت دراسة الخصائص الحرارية للأبنية مجالًا يزداد الاهتمام به. إحدى نقاط الانطلاق في هذه الدراسات هي تثبيت حساسات التدفق الحراري على الجدران في الأبنية الموجودة مسبقًا أو الهياكل التي بنيت خصيصًا لهذا النوع من البحث. يمكن لحساسات التدفق الحراري المثبتة على أحد جدران البناء أو عناصر مغلفه الحراري مراقبة كمية الربح/ الفقد الطاقي الحراري عبر ذلك العنصر و/ أو يمكن استخدامه لقياس المقاومة الحرارية للمغلف الحراري للبناء (قيمة المقاومة الحراري آر)، أو الناقلية الحراري (قيمة الناقلية الحرارية يو).
يمكن مقارنة قياس التدفق الحراري في الجدران بقياس التدفق الحراري في التربة من عدة نواحٍ. لكن هناك فرقان رئيسيان هما حقيقة أن الخصائص الحرارية لجدار لا تتغير عمومًا (بافتراض عدم تغير محتوى الرطوبة في الجدار) وأنه لا يمكن بالضرورة تركيب حساس التدفق الحراري في الجدار، فيجب عندها تثبيته على السطح الداخلي أو الخارجي للجدار. عند وجوب تثبيت حساس التدفق الحراري على سطح الجدار، على المرء الانتباه لعدم كون المقاومة الحرارية المضافة كبيرة جدًّا. أيضًا على الخواص الطيفية للحساس أن تطابق الخواص الطيفية للجدار ما أمكن. ويكون هذا مهمًّا جدًّا إذا كان الحساس معرضًا للإشعاع الشمسي. في هذه الحالة يُنصح بطلي الحساس بنفس لون الجدار. أيضًا ينصح باستخدام حساسات تدفق حراري ذاتية المعايرة في الجدران.

### التطبيقات في الدراسات الطبية
يُعد قياس التبادل الحراري للبشر أمرًا هامًا للدراسات الطبية، وعند تصميم الثياب، وأكياس النوم، وبدلات الغطس.
من الصعوبات عند إجراء هذا القياس أن جلد الإنسان ليس ملائمًا خصوصًا لتثبيت حساسات التدفق الحراري. أيضًا، على الحساس أن يكون رقيقًا؛ لأن الجلد يلعب دور مصرف حراري ثابت درجة الحرارة، لذا يجب تفادي المقاومة الحرارية الإضافية. من المشاكل الأخرى أن الأشخاص قد يتحركون. يمكن أن يضيع التماس بين الشخص الذي تجرى عليه التجربة والحساس. لهذا السبب، متى ما طُلب مستوى عالٍ من ضمان جودة القياس، يمكن أن يُنصح باستخدام حساس ذاتي المعايرة.

### التطبيقات في الصناعة
تستخدم حساسات التدفق الحراري أيضًا في البيئات الصناعية، حيث قد تكون درجة الحرارة والتدفق الحراري أعلى بكثير. من الأمثلة على هذه البيئات استخراج الألمنيوم بالصهر، المركزات الشمسية، مراجل الفحم، الأفران اللافحة، أنظمة مشاعل الغاز، الأسرّة المُسالة، مصافي فحم الكوك،...

## الخصائص
على حساس التدفق الحراري قياس كثافة التدفق الحراري المحلي باتجاه واحد. يعبر عن النتيجة بواحدة الواط لكل متر مربع. يجرى الحساب وفق:
{\displaystyle \phi _{q}={\frac {V_{\mathrm {sen} }}{E_{\mathrm {sen} }}}}
حيث {\displaystyle V_{\mathrm {sen} }} خرج الحساس و{\displaystyle E_{\mathrm {sen} }} ثابت المعايرة، وهو خاص بالحساس.
لحساسات التدفق الحراري عادةً شكل صفيحة مسطحة وحساسية بالاتجاه العمودي على سطح الحساس.
عادةً يُستعمل عدد من المزدوجات الحرارية المتصلة على التسلسل وتدعى الأعمدة الحرارية. الميزات العامة للأعمدة الحرارية هي استقرارها، وانخفاض قيمتها الأومية أو قيمة مقاومتها (ما يعني قلة تأثرها بالاضطرابات الكهرطيسية)، وامتلاكها نسبة ضجيج بإشارة جيدة، وحقيقة أن الدخل الصفري يعطي خرجًا صفريًّا. من مساوئها انخفاض الحساسية.
لفهم سلوك حساس التدفق الحراري بشكل أفضل، يمكن نمذجته كدارة كهربائية بسيطة تتكون من مقاومة، {\displaystyle R}، ومكثف سعوي، {\displaystyle C}. بهذه الطريقة يمكن رؤية أن المرء يمكن أن يعزو مقاومة حرارية {\displaystyle R_{\mathrm {sen} }}، وسعة حرارية {\displaystyle C_{\mathrm {sen} }}، وأيضًا زمن استجابة {\displaystyle \tau _{\mathrm {sen} }} إلى الحساس.
عادةً، تكون المقاومة الحرارية والسعة الحرارية لحساس التدفق الحراري بأكمله مساويةً لتلك الخاصة بمادة الحشو. باستخدام التشبيه بدارة كهربائية مجددًا، نصل إلى العلاقة التالية لزمن الاستجابة:
{\displaystyle \tau _{\mathrm {sen} }=R_{\mathrm {sen} }C_{\mathrm {sen} }={\frac {d^{2}\rho C_{p}}{\lambda }}}
وفيها {\displaystyle d} سماكة الحساس، و{\displaystyle \rho } الكثافة، و{\displaystyle C_{p}} السعة الحرارية النوعية، و{\displaystyle \lambda } الموصلية الحرارية. من هذه الصيغة يمكن استنتاج أن الخواص المادية لمادة الحشو تحدد بالإضافة إلى الأبعاد زمن الاستجابة. كقاعدة تجريبية، زمن الاستجابة متناسب مع السماكة مرفوعة إلى الأس التربيعي. البارامترات الأخرى التي تحدد خواص الحساس هي الخصائص الكهربائية للمزدوجة الحرارية. يسبب اعتماد المزدوجة الحرارية على درجة الحرارة كلًّا من اعتماد حساس التدفق الحراري على درجة الحرارة وعدم خطيته. عدم الخطية عند درجة حرارة معينة هي فعليًّا مشتق العلاقة مع درجة الحرارة عند درجة الحرارة المعينة تلك.
على كل، يمكن لحساس جيد التصميم أن يكون تعلقه بدرجة الحرارة أقل وخطيته أفضل مما هو متوقع. هناك طريقتان لتحقيق ذلك:
كاحتمال أول، يمكن استخدام تعلق التوصيل الحراري لمادة الحشو ولمادة المزدوجة الحرارية بدرجة الحرارة لموازنة تعلق فرق الكمون المولد من العمود الحراري بدرجة الحرارة.
الاحتمال الآخر لتخفيض تعلق حساس التدفق الحراري بدرجة الحرارة، هو استخدام شبكة مقاومات كهربائية فيها مقاوم حراري (ثيرمستور). ستؤدي علاقة الثيرمستور بدرجة الحرارة إلى موازنة علاقة العمود الحراري بدرجة الحرارة.